# Zoom 8
Zoom8 er en enpersoners jolle brugt til kapsejlads i Danmark, Sverige, Norge, Finland, Østrig, Holland, Estland, Letland og Rusland. Den er 2,6 meter lang og 1,4 meter bred og 
designet af den finsk-svenske Henrik Segercrantz. LYS: 0,90.
Zoom8'en er ofte set som en middelvej mellem Optimistjollen og mere fysisk krævende joller som Europaen. Der har længe været et behov for en båd til at fylde gabet ud efter Optimisten, og der har været flere forsøg. Zoom8'en er det eneste af disse forsøg, der er lykkedes.

## Rig og trim
Ligesom Laseren har zoom'en to forskellige rigge: en træningsrig og en regattarig. Træningssejlet er på kun 2,9 m², hvilket gør det muligt for børn helt ned i 9–10 års-alderen at sejle zoom. Kun regattariggen på 4,9 m² bruges til kapsejlads.
De to forskellige rigge gør, at zoom 8-jollen kan sejles fra ca. 45–70 kg. Ifølge klassereglerne må den sejles til og med det år, hvor sejleren fylder 18 år.
Zoom'en er helt bogstaveligt en mellemting mellem europaen, laseren og optimisten, da den har laserens simple rig, europaens form og optimistens enkelhed. Trimmulighederne er få og begrænser sig til:
- Udhal
- Cunningham
- Kicking strap
- Løjgang

Derudover trimmes med skødetovet, og sværdet løftes også på læns ligesom i optimisten, dog skal den ikke krænges fordi den er spids i stævnen og ikke flad ligesom optimisten.
Det Svenske Zoom8 Forbund har udtalt, at jollen er en rolig, sikker båd, der er så simpel, at begyndere kan sejle den.
Zoom8'en er en entypejolle, hvilket vil sige, at den kun må laves få steder i verden for at sikre, at alle bådene er så ens som muligt. Masterne, der er lavet af glasfiberforstærket polyester, har dog forskellig stivhed, men bøjer rigtig meget.
Bommen er lavet af aluminium og sejlet af dacron.

## Kapsejlads
Zoom8'en blev en stor klasse i Sverige i løbet af 1990'erne og har siden været populær i de nordiske lande. Sverige og Danmark er de førende nationer med flere titler til VM, EM og NM.
Første danske verdensmester var Frederik Thaarup (DEN), fra Sejlklubben Køge Bugt (Hundige havn), som år 2005 vandt i Barth, Tyskland. Ved samme VM vandt Louise Christensen (DEN) sølv. VM 2006 blev holdt i Hundige havn (Sejlklubben Køge Bugt), og verdensmestrene blev: Magnus Kældsø (DEN) og Henriette Søster Frislev (DEN).
I 2021 var VM i Danmark på Furesøen ved sejlklubben YF.